# Tor Endresen

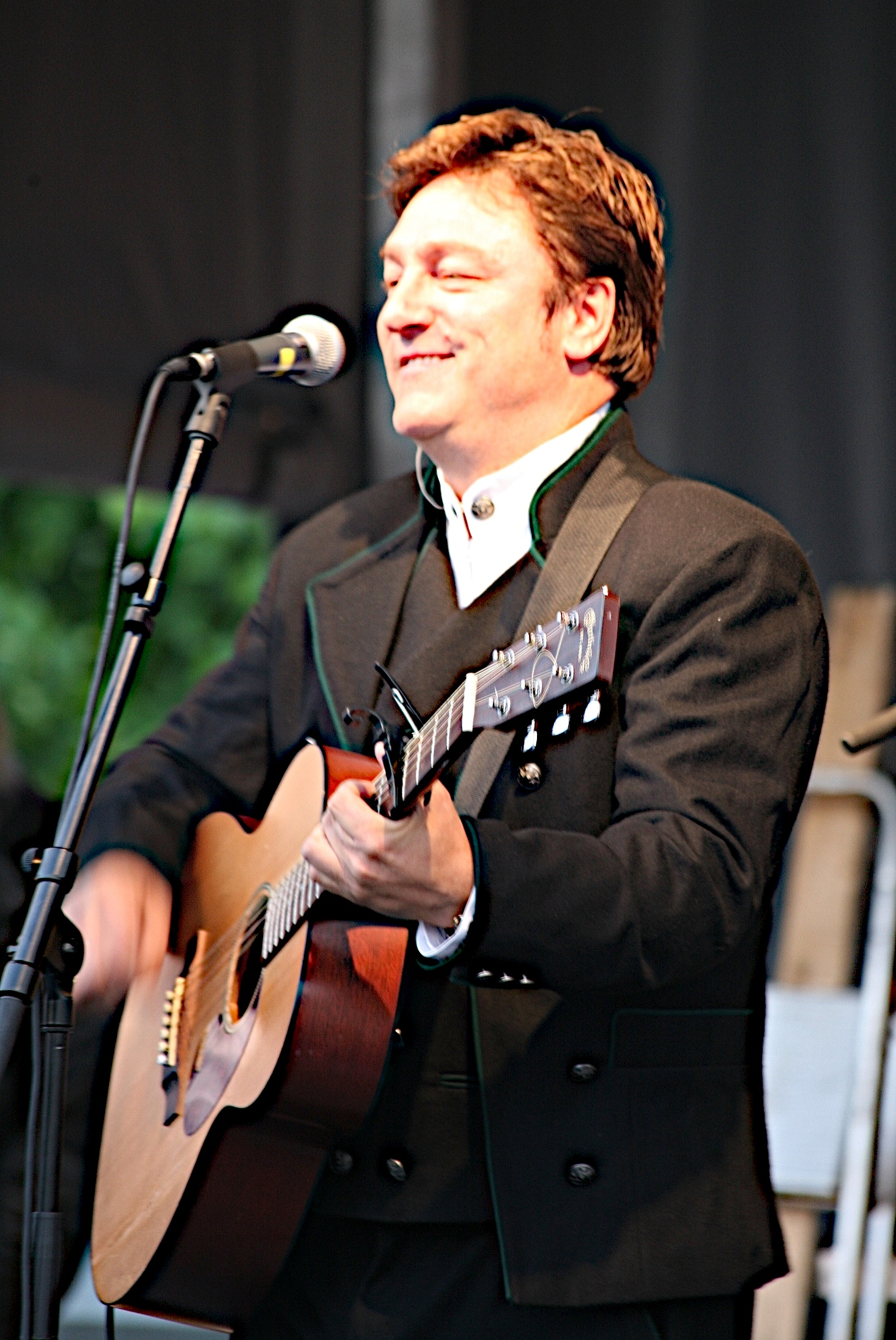
Tor Endresen tijdens een concert op 23 juni 2007 in Laksevåg, Bergen

Tor Endresen (Bergen, 15 juni 1959) is een Noorse zanger.
Hij is vooral bekend om zijn vele pogingen om Noorwegen te vertegenwoordigen op het Eurovisiesongfestival. In 1997 slaagde hij daar in, met het lied San Francisco, hij eindigde laatste met 0 punten. Maar hij gaf niet op en sindsdien heeft hij nog 3 keer meegedaan aan de Melodi Grand Prix. In 1988 stond hij ook al wel op het podium van het songfestival, toen als achtergrondzanger van Karoline Krüger.

## Melodi Grand Prix
- 1987 - Hemmelig drøm (9de)
- 1988 - Lengt (4de)
- 1989 - Til det gryr av dag (2de)
- 1990 - Café le swing (3de)
- 1992 - Radio Luxembourg (2de)
- 1993 - Hva (3de)
- 1994 - Aladdin (2de)
- 1997 - San Francisco (1ste) → Eurovisiesongfestival (24ste)
- 1999 - Lover (3de)
- 2005 - Can you hear me (als lid van groep Seppo - gedeeld 5de)
- 2006 - Dreaming of a new tomorrow (gedeeld 5de)
- 2015 - All over the world (4de)

1960: Nora Brockstedt · 
1961: Nora Brockstedt · 
1962: Inger Jacobsen · 
1963: Anita Thallaug · 
1964: Arne Bendiksen · 
1965: Kirsti Sparboe · 
1966: Åse Kleveland · 
1967: Kirsti Sparboe · 
1968: Odd Børre · 
1969: Kirsti Sparboe · 
1971: Hanne Krogh · 
1972: Grethe Kausland & Benny Borg · 
1973: Bendik Singers · 
1974: Anne-Karine Strøm & Bendik Singers · 
1975: Ellen Nikolaysen · 
1976: Anne-Karine Strøm · 
1977: Anita Skorgan · 
1978: Jahn Teigen · 
1979: Anita Skorgan · 
1980: Sverre Kjelsberg & Mattis Hætta · 
1981: Finn Kalvik · 
1982: Jahn Teigen & Anita Skorgan · 
1983: Jahn Teigen · 
1984: Dollie de Luxe · 
1985: Bobbysocks · 
1986: Ketil Stokkan · 
1987: Kate Gulbrandsen · 
1988: Karoline Krüger · 
1989: Britt Synnøve Johansen · 
1990: Ketil Stokkan · 
1991: Just 4 Fun · 
1992: Merethe Trøan · 
1993: Silje Vige · 
1994: Elisabeth Andreassen & Jan Werner Danielsen · 
1995: Secret Garden · 
1996: Elisabeth Andreassen · 
1997: Tor Endresen · 
1998: Lars Fredriksen · 
1999: Stig Van Eijk · 
2000: Charmed · 
2001: Haldor Lægreid · 
2003: Jostein Hasselgård · 
2004: Knut Anders Sørum · 
2005: Wig Wam · 
2006: Christine Guldbrandsen · 
2007: Guri Schanke · 
2008: Maria Haukaas Storeng · 
2009: Alexander Rybak · 
2010: Didrik Solli-Tangen · 
2011: Stella Mwangi · 
2012: Tooji · 
2013: Margaret Berger · 
2014: Carl Espen · 
2015: Mørland & Debrah Scarlett · 
2016: Agnete · 
2017: JOWST feat. Aleksander Walmann · 
2018: Alexander Rybak · 
2019: KEiiNO · 
2021: Tix · 
2022: Subwoolfer · 
2023: Alessandra · 
2024: Gåte ·
2025: Kyle Alessandro
- Bibsys: 4020864
- International Standard Name Identifier: 0000 0001 3096 3324
- MusicBrainz: e8ee82f6-df01-4814-91f4-b35e66e52b46
- Virtual International Authority File: 300650944